# سيف الدين العكرمي
سيف الدين العكرمي، من مواليد 2 أبريل 1990، هو لاعب كرة قدم تونسي يلعب خطة المدافع الأيسر حالياً في نادي النعيرية السعودي. في 27 مايو 2016، تم تعليقه مدى الحياة مع اثنين من زملائه في الفريق (خالد القربي وقيس العمدوني) من قبل الجامعة التونسية لكرة القدم بعد الهجوم على حارس المرمى يوسف الطرابلسي من المستقبل الرياضي بالمرسى في نهاية العام. المباراة التي وقعت يوم 22 مايو. تمت إدانته في أعقاب السجن لمدة ستة أشهر مع وقف التنفيذ. تم إستدعائه في كأس العالم تحت 17 سنة لكرة القدم 2007.

## الألقاب
- كأس شمال أفريقيا للأندية البطلة
  - 2010
- الرابطة التونسية المحترفة الأولى
  - 2013–14

## روابط خارجية
- سيف الدين العكرمي على موقع قاعدة بيانات كرة القدم.إي يو (الإنجليزية)